# Los ricos no piden permiso
Los ricos no piden permiso es una telenovela argentina producida por Pol-ka Producciones, que se emitió desde el 11 de enero al 26 de diciembre del año 2016 por Canal 13. Fue protagonizada por Luciano Castro, Sabrina Garciarena, Gonzalo Heredia, Agustina Cherri, Juan Darthés, y Araceli González. Contó con las participaciones antagónicas de Viviana Saccone, Eva De Dominici, Esteban Pérez, Mariano Torre, Luciano Cáceres, Julieta Cardinali, Malena Solda, Alberto Ajaka, Raúl Taibo, Leonor Benedetto, y Norma Aleandro.
Se transmitía de lunes a jueves a las 23:00 h, luego a las 22:00 y después se transmitió de lunes a viernes a las 21:30, por la pantalla de Canal 13.
La ficción fue rodada en la Estancia Villa María, ubicada en Máximo Paz.

## Sinopsis
La serie se centra en los patrones y los empleados de Santa Elena, una gran estancia que está bajo el mando matriarcal de Angélica Cerviño (Norma Aleandro). Los Villalba tienen que pasar por situaciones de dolor, amor, conflicto, poder y tristeza durante toda la historia. La alegría se efectua cuando ocurre la boda del hijo menor de la familia, Agustín (Gonzalo Heredia), el cual se casa con su novia Josefina (Eva de Dominici) en la estancia.
Al día siguiente, toda la estancia se verá afectada en una espantosa tragedia: la muerte de Angélica, la cual después de discutir por un testamento de su difunto marido, es misteriosamente encontrada muerta. Su muerte se pensó que fue un suicidio, pero el verdadero misterio comienza cuando el comisario del pueblo revela que fue un asesinato.
Inicialmente la serie también muestra el triángulo amoroso que tienen el capataz Rafael (Luciano Castro) y la maestra Julia (Araceli González), quien fue maltratada por su exmarido Esteban (Rafael Ferro) el cual es asesinado por la policía luego de tomar a Julia, reteniéndola en una casa y luego fue secuestrada por Ulises (Adrián Navarro), el viejo amigo de Antonio (Juan Darthés), el tercero en discordia entre Rafa y Julia, tiene una hija Clara (Guadalupe Manent), y supuestamente perdió a su esposa Laura (Viviana Saccone) en un accidente, para reaparecer más adelante diciendo que fue secuestrada durante seis años de su desaparición, pero en realidad ella estaba en Colombia esperando a Lisandro (Raúl Taibo), el hermano del difunto marido de Angélica. Uno capataz, el otro patrón; ambos cruzarán sus caminos y se enfrentarán por el amor de la nueva maestra. El problema es que Rafael, posteriormente se entera de que es hijo de Inés Echegoyen (Gigí Ruá), que luego es asesinada en una operación (ya que sufría de cáncer) por Luciana (Juana Viale) que quería quedarse con la herencia, Rafael inició una relación con ella luego de encontrarse en un percance en la calle; pero él también sentirá una fuerte atracción por Victoria (Julieta Cardinali), una bioquímica que internó a su hermana Teresa (María Abadi), a quien inculpó por la muerte de su madre, y por Ana (Sabrina Garciarena), su patrona, que es tomada por loca, ya que fue mal medicada por 15 años. Ana estuvo toda su vida enamorada de Rafael, pero él nunca la miró hasta que ella llegó con un nuevo novio que supuestamente le devolvió la cordura tras haber sido internada luego de un ataque. Su novio Gabriel (Esteban Pérez) está con ella por su dinero aunque lo intente negar, cuando aparece su hermana Sol (Jazmin Falak), diciendo luego de enterarse de que Ana ama a Rafa, que él la quiere a ella por su dinero. También quería decir que eran parientes de Luciana e Inés. Luego Gabriel la amenaza para que no lo diga e inventa que tiene problemas mentales. Igualmente se aborda el amor entre Elena (Agustina Cherri), una mucama que es hija no reconocida de Lisandro, y Agustín, el hijo menor de la familia Villalba, que es un borracho empedernido, dicha relación se verá constantemente amenazada por Josefina, la esposa de Agustín, y Pedro (Mariano Torre), el esposo de Elena, quien además de ser policía, hasta se acuesta con Josefina y tiene un hijo con ella para separar a Agustín de Elena.
Además se encuentran las historias de los demás empleados: Esther (Leonor Manso), la madre adoptiva de Rafael quien tuvo un amorío con el actual cura del pueblo, Evaristo (Alberto Martín); Marisol (Malena Solda) que sólo intenta de todas formas buscar a su hijo perdido, "El Negro" (Alberto Ajaka), el cual hará lo posible para esconder a Julián (Federico Barga), el hijo perdido de su prima Marisol; Juan Domingo (Nicolás Riera), un peón que primero se enamora de Elena y luego de Emilia (Laura Laprida), una estanciera; Cuca (Miriam Odorico), una empleada que no busca nada fuera de lo común pero que se verá muy sonrojada por Osvaldo (Guillermo Arengo), quien está enamorado de ella y Jackie (Bárbara Lombardo), una mucama que llega a la estancia huyendo de la justicia.
Bernarda (Leonor Benedetto), además de matar junto a Marcial y "El Negro" a Angélica y de ser amante de su cómplice "El Negro", sabe junto a Esther y Marisol que Lisandro y Laura son amantes y que harán todo para seguir juntos y detener la relación de Julia y Antonio, desde fingir que Laura está invalida, a liberar al secuestrador de Julia y matar a Bernarda.
Finalmente, una historia muy profunda. Se trata de una laguna de la estancia que según Marcial (Luciano Cáceres), el actual intendente de La Cruz, tiene propiedades curativas. Gracias a esto Marcial, junto a Victoria y Lisandro, llevarán a cabo muchos experimentos para "contribuir a la ciencia". Lo que realmente quería Marcial es usar esta agua para sanar a su padre Humberto (Carlos Weber), quien está en coma desde hace tiempo. Cuando su padre despierta, este le cuenta a Marcial que tuvo un hijo con Angélica. Marcial al saber esto, comienza a buscar a su hermano perdido para hacerle la vida imposible. En esa conversación él mata a su padre. Y luego se entera de que su hermano es Agustín. Marcial se alía con Josefina para destruir a Agustín ya que él se acuesta con la mucama Elena y Josefina quiere venganza. Por lo tanto un día luego de muchos conflictos Marcial y Josefina le disparan a Agustín y son ayudados por Pedro para que todo parezca que fue un suicidio. Agustín resucita gracias a Victoria, que le inyectó la fórmula de la laguna. Pero al revivir tiene perdida de memoria y posteriormente visiones. Igualmente, Josefina por medio de brujerías y mentiras intenta que Agustín no recuerde a Elena, y Pedro por su parte intenta evitar  que Elena esté cerca de Agustín para que no lo pueda ayudar a recordar su historia de amor, posteriormente de una noche de pasión con Josefina, Agustín recuerda que Elena es la mujer que se encuentra en su visión recurrente de una mujer con una bata blanca, a la que no podía verle el rostro, cuándo ésta en la visión se gira, Agustín descubre que se trata de Elena. Un día, luego de provocarse un aborto Josefina le confiesa a Agustín y Elena todas sus maldades, incluido que el embarazo era de Pedro y la esterilidad de Agustín, por lo que es echada de la estancia por él y está decidido a divorciarse de ella para siempre, Josefina jura irse pero que antes de hacerlo "repararía un error", Josefina tiene la visión de la bruja Edelmira (a la que Pedro asesinó para que no confesara la verdad del embarazo), prometiéndole ayuda para ese acto a Josefina, quién luego roba el arma de Pedro. Al día siguiente Josefina cita a Agustín y Elena a su habitación y los encara con el arma en mano, Elena corre y Agustín intenta contener a Josefina quién se escapa para buscar a Elena y acabarla, finalmente la encuentra en el galpón, e intenta asesinarla pero el arma se dispara hiriendo a Josefina en el abdomen, luego de pedirles perdón a Agustín y Elena, muere.
Aunque todas estas historias llevan su rumbo, todas se entrelazan con varios aspectos: la muerte de Angélica, el fin de encontrar a su asesino, la laguna curativa y la codicia por poseerla, además de las distintas relaciones amorosas de los habitantes de Santa Elena. El problema es que luego de la muerte de Angélica, nada será como antes. Pues ninguno de los habitantes de la estancia se verán con los mismos ojos y todos sospecharán de todos por culpa de la ambición.

### El Final
Después de que Antonio dejara escapar a Laura y a Lisandro, la estancia Santa Elena se prepara para el cumpleaños y retiro de Esther. Agustín y Elena son felices luego de que Pedro terminara en la cárcel y que Josefina murió, y estos adoptaron un bebé llamado Benito Villalba, el menor de los Villalba se ha convertido en escritor mientras que Ana y Rafael esperan su primer hijo, luego de que Sol delatara a su hermano Gabriel es arrestado. El Negro quien ahora es rico por "ganarse la lotería" regresa en busca de Jackie y se reconcilia con Marisol. Antonio y Julia viven su momento más feliz junto a Clarita. El comisario Peralta llega a la estancia para comunicarle a Antonio que Laura y Lisandro habían tenido un accidente tras fallar los frenos (Marisol los cortó por venganza) provocando la muerte de Lisandro y la desaparición de Laura, quien al fin y al cabo fue secuestrada por el maniático de Ulises en busca de venganza. Por otra parte, Marcial quién después de su último intento por asesinar a Agustín, enloquece y termina sus días encerrado en el manicomio con un problema de personalidad creyendo que él es su madre,  recibe la visita de Victoria, quien se va a ir a Suecia para seguir la investigación de la fórmula. Al despedirse Victoria le dice que nunca odió con tanto amor a alguien como lo había hecho con él. Ya en la fiesta Juan Domingo y Emilia regresan de su viaje y conversan con Cuca y Osvaldo, que estaban a cargo del bar. Al final se escucha la voz de la difunta tía Bernarda anticipando el final de los hermanos Villalba.

## Temporada
| Temporada | Temporada | Episodios | Episodios | Lanzamiento original | Lanzamiento original    |
| Temporada | Temporada | Episodios | Episodios | Primera emisión      | Última emisión          |
| --------- | --------- | --------- | --------- | -------------------- | ----------------------- |
|           | 1         | 225       | 225       | 11 de enero de 2016  | 26 de diciembre de 2016 |

## Elenco
| Actor              | Personaje                                    | Episodios                                   |
| ------------------ | -------------------------------------------- | ------------------------------------------- |
| Luciano Castro     | Rafael Medina/Echegoyen                      | 1-225                                       |
| Araceli González   | Julia Monterrey de Villalba                  | 1-225                                       |
| Gonzalo Heredia    | Agustín Villalba/Campos Cerviño              | 1-225                                       |
| Agustina Cherri    | Elena Rodríguez/Villalba Rodríguez de Campos | 1-225                                       |
| Luciano Cáceres    | Marcial Campos                               | 1-225                                       |
| Julieta Cardinali  | Victoria Levingston                          | 1-142, 156-225                              |
| Juan Darthés       | Antonio Villalba Cerviño                     | 1-225                                       |
| Sabrina Garciarena | Ana Villalba Cerviño de Echegoyen            | 1-91, 101-225                               |
| Alberto Ajaka      | Hugo "El Negro" Funes                        | 1-180, 225                                  |
| Leonor Benedetto   | Bernarda Cerviño                             | 1-112, 120-122, 225 (voz)                   |
| Raúl Taibo         | Lisandro Villalba                            | 1-225                                       |
| Leonor Manso       | Esther Barrientos                            | 1-225                                       |
| Nicolás Riera      | Juan Domingo Juárez                          | 1-225                                       |
| Malena Solda       | Marisol Falcón de Villalba                   | 1-225                                       |
| Eva de Dominici    | Josefina Mansilla de Villalba                | 1-184, 189 (aparece en un sueño de Marcial) |
| Guillermo Arengo   | Osvaldo Rolón                                | 1-225                                       |
| Miriam Odorico     | Luisa "Cuca" Domínguez                       | 1-225                                       |
| Alberto Martín     | Evaristo Rossi                               | 1-225                                       |
| Norma Aleandro     | Angélica Cerviño de Villalba                 | 1-2, 121-122                                |
| Viviana Saccone    | Laura Faraón de Villalba                     | 53-225                                      |
| Mariano Torre      | Pedro Santibáñez / Conforte                  | 64-222                                      |
| Bárbara Lombardo   | Jaqueline "Jacky" Ayala/Hermenegilda Paulena | 80-225                                      |
| Esteban Pérez      | Gabriel Márquez Olivera                      | 105-225                                     |
| Gigí Ruá           | Inés Echegoyen                               | 123-140                                     |
| Juana Viale        | Luciana Márquez Olivera                      | 124-158                                     |
| Adrián Navarro     | Ulises Mendizábal                            | 128-153, 224-225                            |

### Secundarios
- Rafael Ferro como Esteban Moroni
- María Abadi como Teresa Levingston.
- Juan Guilera como Iván González.
- Carlos Weber como Humberto Campos.
- Constanza Espejo
- Ernesto López como Lucio Giménez.
- David Páez como Tobías Pedraza.
- Facundo Espinosa como Ignacio del Puerto/ Ignacio Villalba.
- Javier Drolas como Felipe Cardozo.
- Roxana Berco como Margarita González.
- Ezequiel Rodríguez como Sebastián Yañez.
- Laura Laprida como Emilia Méndez.
- Martín Gervasoni como Aníbal Zamudio.
- Héctor Calori como Comisario Diego Peralta.
- Rubén Stella como Comisario Hilario Gutiérrez.
- Roberto Vallejos como Dardo.
- José Quiroga como García.
- Gabriel López como López.
- Manuel Carrasco como El mismo.
- Guadalupe Manent como Clara Villalba Faraón.
- Ana Doval como María Elena Rodríguez.
- Javier de Nevares como Javier Monterrey.
- Nacho Sureda como Cándido López.
- Pablo Cerri como Pablo Ramírez.
- Carla Pandolfi como María Eugenia Rodríguez.
- Gonzalo Urtizberea como Wilson Undécimo Valderrama.
- Facundo Posincovich como Alumno de Julia.
- Claudio Sirna como José Pedernera.
- Lili Popovich como María Estela Arriaga.
- Marcos Kolmaier como Juan Cruz Méndez.
- Edgardo Marchiori como Carlos Beltrán.
- Antonella Lagamba como Estela Fabricio.
- Isabella Dellepiane como Hermenegilda Paulena.
- Juan Ignacio Di Marco como Gerónimo Uribe.
- Ana María de Mateo como Edelmira Carranza/ Santa Elena/ La Bruja.
- Rodrigo Rocco como Rolando Saladina.
- Hernán Pablo Martínez como Alfonso García.
- Federico Barga como Julián Falcón/ Ramiro Falcón.
- Matías Salvatierra como Lito Ibáñez.
- Flavio León Díaz como Diego Fernando Villalobos.
- Jazmín Falak como Sol Márquez Olivera.
- María Cecilia Rapacini como Mabel Villalba.
- Marcelo Abbate como Francisco Cisnero.
- Alejandro Martínez como Benito Villalba.
- José Aramburu como Benito Villalba (primer año).
- Alejandro Polledo como Fiscal Villanueva.
- Martín Tecchi como Genaro.
- Darío Levy como Rogelio.
- Andrés Gioeni como Alfredo.
- Juan Smiljan como Mario.
- Franco Bruzzone como José "Josecito".
- Pablo Pinto como Linceto.
- Roberto Caute como el padrastro de Marisol.
- Matías Sánchez como Ignacio.
- Fabricio Villagra como Fernando "El Turco".
- Mariano Longo como Vega.
- Diego Doello como Farías.
- Hernán Statuto como Zurdo.
- Osvaldo Aldama como Martínez.

## Premios y nominaciones
| Año  | Premiación                    | Categoría                                         | Receptor                   | Resultado | Ref.  |
| ---- | ----------------------------- | ------------------------------------------------- | -------------------------- | --------- | ----- |
| 2016 | Kids' Choice Awards Argentina | Actriz Favorita                                   | Agustina Cherri            | Nominada  | [ 5 ] |
| 2016 | Premios Notirey               | Ficción diaria                                    | Los ricos no piden permiso | Ganador   | [ 6 ] |
| 2016 | Premios Notirey               | Revelación Femenina                               | Eva De Dominici            | Ganadora  | [ 6 ] |
| 2016 | Premios Notirey               | Protagonista femenina en ficción diaria           | Araceli González           | Nominada  | [ 6 ] |
| 2016 | Premios Notirey               | Protagonista femenina en ficción diaria           | Agustina Cherri            | Nominada  | [ 6 ] |
| 2016 | Premios Notirey               | Protagonista femenina en ficción diaria           | Sabrina Garciarena         | Nominada  | [ 6 ] |
| 2016 | Premios Notirey               | Protagonista masculino en ficción diaria          | Gonzalo Heredia            | Ganador   | [ 6 ] |
| 2016 | Premios Notirey               | Protagonista masculino en ficción diaria          | Juan Darthés               | Nominado  | [ 6 ] |
| 2016 | Premios Notirey               | Protagonista masculino en ficción diaria          | Luciano Castro             | Nominado  | [ 6 ] |
| 2016 | Premios Notirey               | Actriz de reparto                                 | Julieta Cardinali          | Ganadora  | [ 6 ] |
| 2016 | Premios Notirey               | Actriz de reparto                                 | Viviana Saccone            | Nominada  | [ 6 ] |
| 2016 | Premios Notirey               | Actriz de reparto                                 | Miriam Odorico             | Nominada  | [ 6 ] |
| 2016 | Premios Notirey               | Actor de reparto                                  | Luciano Cáceres            | Nominado  | [ 6 ] |
| 2016 | Premios Notirey               | Actriz Protagónica                                | Leonor Benedetto           | Ganadora  | [ 6 ] |
| 2016 | Premios Notirey               | Actriz Protagónica                                | Leonor Manso               | Nominada  | [ 6 ] |
| 2017 | Premios Martín Fierro         | Mejor Ficción Diaria                              | Los ricos no piden permiso | Nominada  |       |
| 2017 | Premios Martín Fierro         | Mejor Actor Protagonista de Ficción Diaria/Drama  | Juan Darthés               | Ganador   |       |
| 2017 | Premios Martín Fierro         | Mejor Actor Protagonista de Ficción Diaria/Drama  | Luciano Cáceres            | Nominado  |       |
| 2017 | Premios Martín Fierro         | Mejor Actriz Protagonista de Ficción Diaria/Drama | Araceli González           | Nominada  |       |
| 2017 | Premios Martín Fierro         | Mejor Actriz Protagonista de Ficción Diaria/Drama | Julieta Cardinali          | Nominada  |       |
| 2017 | Premios Martín Fierro         | Mejor Actor de Reparto                            | Raúl Taibo                 | Nominado  |       |

## Emisión Internacional
| País    | Cadena   | Título                     | Primera Emisión       | Última Emisión        | Referencias |
| ------- | -------- | -------------------------- | --------------------- | --------------------- | ----------- |
| Uruguay | Teledoce | Los Ricos no piden permiso | 15 de febrero de 2016 | 10 de febrero de 2017 | [ 7 ] [ 8 ] |

## Banda sonora
Durante toda la novela se efectúan canciones de fondo en los momentos de las parejas principales de la historia. Estas son:
- «Voy a amarte», de Carlos Rivera, como tema principal.
- «Dos mundos», de Luciano Pereyra, como tema de la pareja de Agustín y Elena.
- «Me enamoré de ti», de David Bisbal, como tema de la pareja de Antonio y Julia. También una vez usado en la pareja de Rafa y Ana.
- «Quién diría», de Ricardo Montaner, como tema del trío amoroso entre Rafael, Julia y Antonio.
- «Uno x uno», de Manuel Carrasco, como tema de la pareja de Julia y Antonio y Ana y Rafael. También usada como canción de fondo para las escenas del próximo capítulo.
- «Eres la persona correcta en el momento equivocado», de Río Roma, como tema de la pareja de Rafael y Ana.
- «Ya me enteré», de Reik, como tema de la pareja de Juan Domingo y Emilia. También del trío amoroso entre Agustín, Elena y Pedro.
- «En ésta no», de Sin Bandera, como tema del trío amoroso entre Agustín, Elena y Josefina.
- «Ya no», de Manuel Carrasco, como tema ya que se usa en momentos de cualquier pareja un ejemplo de las parejas son: Rafael y Luciana, Agustín y Elena, Antonio y Julia, Lisandro y Laura, etc.
- «Bailando al viento», de Manuel Carrasco, como tema de la pareja de Juan Domingo y Emilia. También usada en momentos de la pareja de Rafael y Victoria.

Música incidental:
Gran parte de las composiciones originales de la tira fueron hechas por Octavio Stampalia y Diego Monk. A continuación una lista de las canciones de Monk con sus respectivos álbumes:
- (Ficcionario,Vol. 1): "Liso" , "Lamento" , "Miedo de Campo" , "7 Pulsos" , "Perdidos" , "Mi Linda" , "Malbec" , "Horizonte" , "El Rastro" , "Intriga de Campo", "Extrañamente" , "Campo Afuera".

- (Ficcionario, Vol. 2): "La Marca" , "Debilidades" , "Triste Pero No Tanto" , "Amarcor" , "Over Load" , "Ambidiestro" , "Debilidades" , "Ovo Vers" , "Peligro" , "Cuidado" , "Conciente", "Fuera de Face".

- (Ficcionario, Vol. 3): "Acefalo" , "Indolencia" , "Basto" , "Dirigido" , "Augurio" , "De Salida" , Desangelado" , "Desafío" , "Augurio" , "Ex Tenso".

- (Ficcionario, Vol. 4): "Trama Al Alba" , "Entierro" , "Vista al Suelo" , "Plumas" , "Tempranillo" , "Noche Hotel" , "Lineal".